# Pera Dobrinović
Petar Dobrinović (en cirílico: Петар Добриновић; Belgrado, 11 de junio de 1853-Novi Sad, 21 de diciembre de 1923), más conocido como Pera Dobrinović fue actor y director del Teatro Nacional de Serbia y del Teatro Nacional de Belgrado.

## Biografía

### Primeros años
Dobrinović nació en Belgrado, en la familia del barbero Jovan Dobrinović. Su padre tenía su propia peluquería en Sremski Karlovci, hasta la revolución serbia de 1848, por la cual se mudó a Belgrado, donde continuó su oficio de peluquero. Después de la escuela primaria, terminó tres grados de la escuela secundaria, que en opinión de su padre era suficiente para un barbero, por lo que se convirtió en aprendiz en su tienda, donde el actor Toša Jovanović trabajaba. Jovanović, entusiasta para actuar cuando era niño, dejó el oficio de peluquero y consiguió un compromiso en el Teatro Nacional. Por recomendación suya, en marzo de 1870, Pera Dobrinović se matriculó en la entonces primera escuela de actuación serbia. Estudió actuación con el actor Aleksa Bachvanski y también fue educado por Jovan Đorđević. Pasó menos de un año en la escuela, y cuando fue abolida el 7 de noviembre de 1870, Đorđević,  entonces director, emitió un decreto que lo aceptaba como miembro temporal del Teatro Nacional.

### Vida profesional
Insatisfecho con su estatus en el Teatro Nacional de febrero a julio de 1872 trabajó en el teatro ambulante de Laza Popović. Cuando el teatro se cerró temporalmente el 10 de junio de 1873, debido a la crisis financiera, Dobrinović estaba entre los actores que perdieron sus trabajos. Luego se unió a la compañía de Dimitrije Kolarević, quien ofreció actuaciones y se trasladó a Zemun. Pera Dobrinović ya se había destacado como un buen comediante. Por invitación de Antonije Hadžić, el entonces director del Teatro Nacional de Serbia, llegó con Dimitrije y Draginja Ružić a Vršac, donde el teatro era invitado en ese momento. El 25 de agosto de 1873 consiguió un compromiso en este teatro. En 1884 se casó con Jelisavet Jeca Dobrinović, una de las hijas del sacerdote Luka Popović de Novi Bečej. Con este matrimonio, Pera entra en la “dinastía artística” de Luka Popović. Tras la muerte de Jeca, Pera se casa con una colega más joven, también actriz de este teatro, Zorka Đurišić, lo que la aleja de este influyente círculo. Pera Dobrinović permaneció en el Teatro Nacional de Serbia hasta el 1 de diciembre de 1912. A principios de 1913, ansioso por el cambio, regresó a Belgrado con su tercera esposa Sara, donde no trabajó por mucho tiempo porque estalló la Primera Guerra Mundial. A finales de 1915, en medio de los combates más encarnizados, los dos huyeron de Skopie a Grecia. En Atenas, actuaron en el Teatro Dimotikon. A finales de 1916, permanecieron un corto tiempo en Roma, y en 1917 actuaron en Niza. Tras el final de la Primera Guerra Mundial, Sara abandonó su carrera actoral. Dobrinović regresó al Teatro Nacional de Belgrado el 2 de mayo de 1919, donde actuó y dirigió durante el resto de su vida. 
En 1922, Pera Dobrinović dirigió un cortometraje de propaganda contra el alcoholismo, titulada Трагедија наше деце, en la que interpretó el papel de un padre alcohólico que abusa de su familia. Es la única grabación de una actuación de Dobrinović, y la película se conserva en la Filmoteca Yugoslava.

### Muerte
Murió de un infarto el 21 de diciembre de 1923. Fue enterrado en el Novo groblje. Su viuda Sara murió en 1938.